# Elmar Wepper

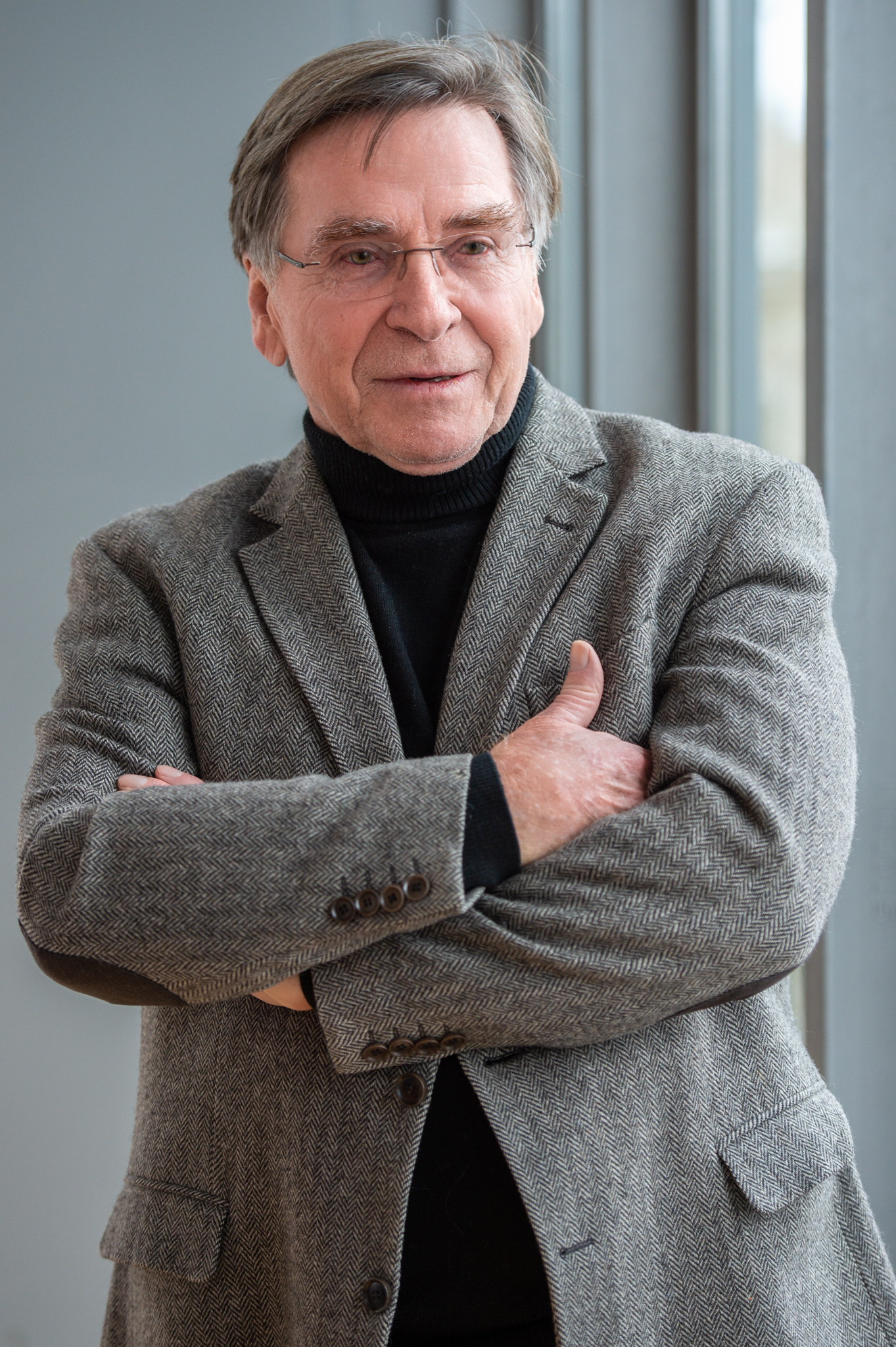
Elmar Wepper (2019)

Elmar Wepper (* 16. April 1944 in Augsburg; † 31. Oktober 2023 in München) war ein deutscher Schauspieler und Synchronsprecher. Einem breiten Publikum wurde er als Assistent Erwin Klein in der Krimiserie Der Kommissar, neben Uschi Glas in einer der Titelrollen der ZDF-Familienserie Zwei Münchner in Hamburg und in einer der beiden Hauptrollen in der Krimiserie Zwei Brüder bekannt.
Doris Dörries Filmdrama Kirschblüten – Hanami und dessen Fortsetzung Kirschblüten & Dämonen brachten ihm späte Aufmerksamkeit. In seiner Schauspielkarriere, die sich von 1957 bis 2019 erstreckte, spielte er in über 85 Film- und Fernsehproduktionen mit. Er wurde zudem als Synchronsprecher für Mel Gibson bekannt.

## Leben
Sein Vater war der Jurist Friedrich Karl Wepper (* 1916; seit Anfang 1945 in Polen vermisst), seine Mutter war die Hausfrau Wilhelmine Wepper (1919–2009). Sein älterer Bruder Fritz Wepper (1941–2024) war ebenfalls Schauspieler und Synchronsprecher. Seine Nichte Sophie Wepper (* 1981) ist Schauspielerin. Er machte das Abitur am Wittelsbacher-Gymnasium München und absolvierte zunächst den Wehrdienst. Er wollte ursprünglich Medizin studieren – inspiriert von seinem Bruder entschied er sich aber um und studierte stattdessen Theaterwissenschaft und Germanistik.
Elmar Wepper war ab 2004 mit Anita Schlierf verheiratet. Aus einer früheren Beziehung ging ein 1978 geborener Sohn hervor. Wepper lebte zuletzt in Planegg und starb im Oktober 2023 in München im Alter von 79 Jahren an plötzlichem Herzversagen. Er wurde auf dem Friedhof Neuhausen in München beigesetzt.

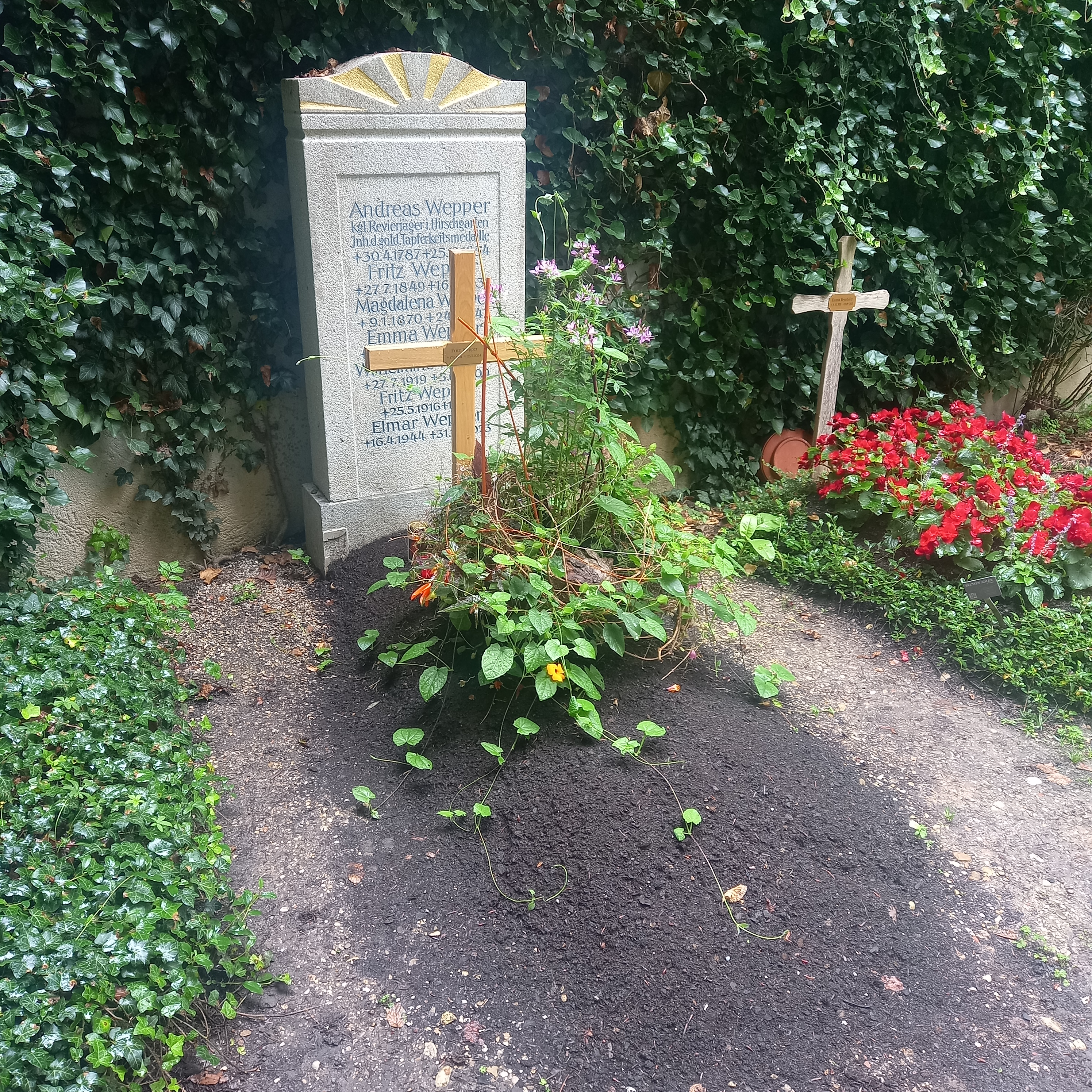
Das Grab von Elmar Wepper im Familiengrab auf dem Friedhof Neuhausen in München

## Karriere
1957 gab Elmar Wepper an der Seite seines bereits filmerfahrenen Bruders Fritz sein Debüt vor der Kamera als einer der drei Söhne des von Paul Dahlke gespielten Stadtrats Hugo Bunzelin in Harald Philipps Filmkomödie Heute blau und morgen blau. Im Alter von 14 Jahren debütierte er auch auf der Bühne am Theater Die Kleine Freiheit. Es folgten weitere Bühnenengagements.
1974 wurde er einem breiten Fernsehpublikum bekannt, als er in der populären Krimiserie Der Kommissar als Assistent Erwin Klein die Nachfolge seines Bruders Fritz antrat. Die Serie galt als Straßenfeger und erreichte regelmäßig ein Millionenpublikum. Ab 1977 spielte er in der beliebten Vorabendserie Polizeiinspektion 1 (1977–1988) erneut einen Polizeibeamten an der Seite von Walter Sedlmayr und erstmals zusammen mit Uschi Glas. Es folgten Rollen in weiteren Fernsehformaten wie der Vorabendserie Unsere schönsten Jahre (1983–1985), wo er wieder zusammen mit Glas spielte, und neben Ottfried Fischer in Franz Xaver Bogners Irgendwie und Sowieso (1986). Weitere Erfolge gelangen ihm mit der Familienserie Zwei Münchner in Hamburg (1989–1993) in der Rolle des Dr. Ralf-Maria Sagerer (erneut an der Seite von Glas) und als Kriminalbeamter Peter Thaler in der ZDF-Krimiserie Zwei Brüder (1994–2001). Hier spielte er eine der beiden Hauptrollen, zusammen mit seinem Bruder Fritz.

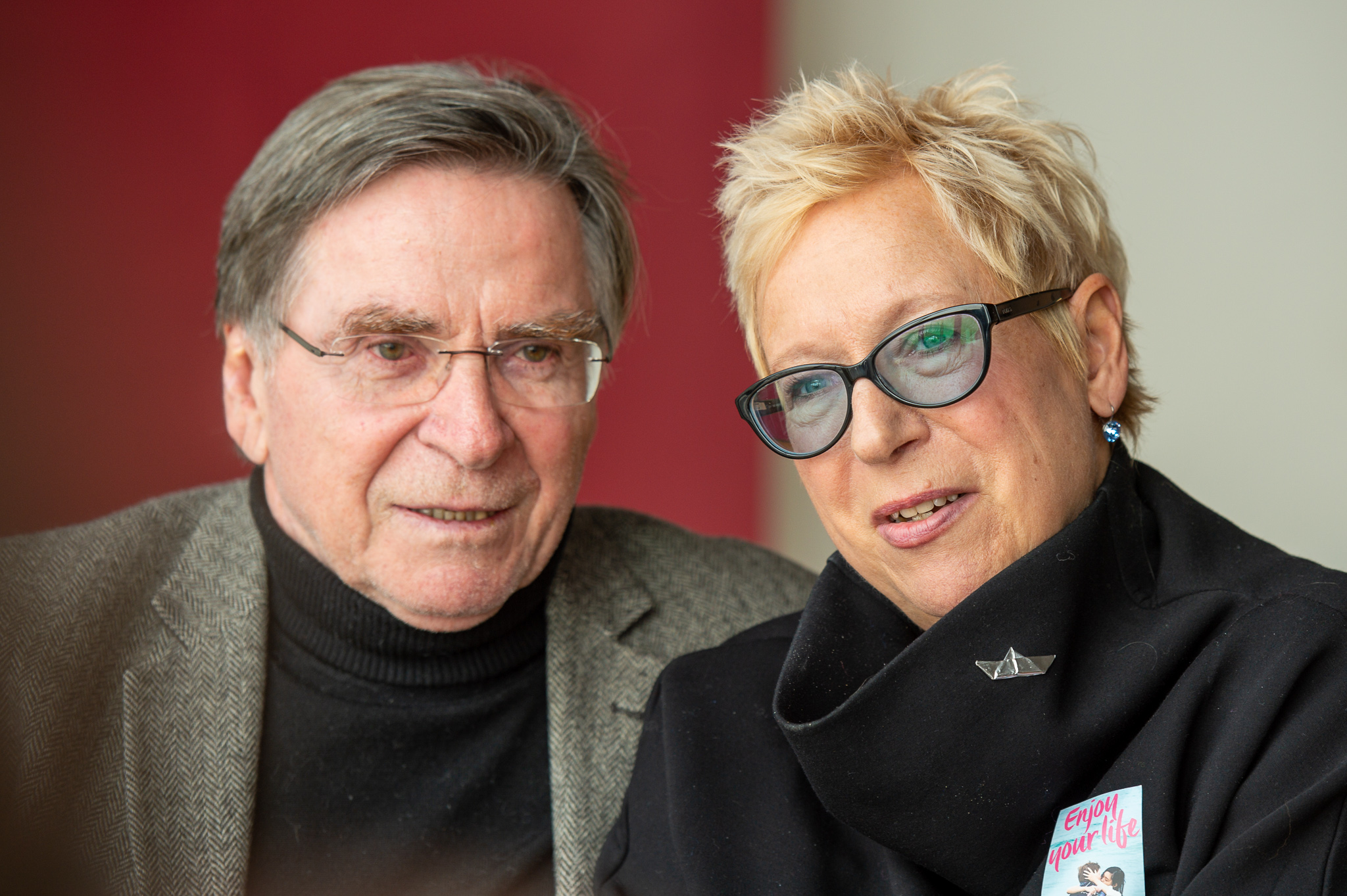
Wepper mit Doris Dörrie (2019)

2001 spielte er in Christian Zübert Kinokomödie Lammbock – Alles in Handarbeit den Filmvater des Hauptdarstellers Lucas Gregorowicz. 2017 war er in der Filmfortsetzung Lommbock erneut in dieser Rolle auf der Kinoleinwand zu sehen. 2018 spielte er an der Seite von Emma Bading und Dagmar Manzel unter der Regie von Florian Gallenberger in dem Kinofilm Grüner wird’s nicht, sagte der Gärtner und flog davon die Hauptrolle des bayerischen Gärtners Schorsch Kempter. Für seine Rolle als an Krebs erkrankter Rentner Rudi Angermeier, der in Doris Dörries Filmdrama Kirschblüten – Hanami mit dem plötzlichen Tod seiner von Hannelore Elsner gespielten Ehefrau konfrontiert wird, erhielt Elmar Wepper den Bayerischen Filmpreis 2007 und den Deutschen Filmpreis 2008 als „Bester Hauptdarsteller“. Im selben Jahr wurde er auch für den Europäischen Filmpreis 2008 nominiert. Im März 2019 startete mit Kirschblüten & Dämonen, der Fortsetzung des Filmdramas Kirschblüten – Hanami aus dem Jahre 2008, sein letzter vollendeter Kinofilm. Sein Schaffen für Film und Fernsehen umfasst mehr als 85 Produktionen.
Wepper betätigte sich bis 2017 als Synchronsprecher und übernahm 377 Sprechrollen. Er lieh internationalen Stars wie Mel Gibson, Dudley Moore, Gene Wilder oder Ryan O’Neal seine Stimme. Auch Walter Koenig in der Rolle des Chekov in Raumschiff Enterprise wurde von Elmar Wepper in der Serie und in den Kinofilmen synchronisiert. Er lieh außerdem Christopher Timothy als Tierarzt James Herriot in den ersten drei Staffeln der britischen Fernsehserie Der Doktor und das liebe Vieh seine Stimme.

## Soziales Engagement
Elmar Wepper engagierte sich im Stiftungsbeirat der Tabaluga-Kinderstiftung für Kinder in Not und war Botschafter für die Deutsche José Carreras Leukämie-Stiftung. Ab 2019 war Wepper gemeinsam mit seiner Schauspielkollegin Michaela May Schirmherr beim gemeinnützigen Verein Retla e. V., der in der Senioren-Hilfe tätig ist. Dort engagierte er sich bei der Aktion „Telefon-Engel“ gegen die Einsamkeit älterer Menschen während der Corona-Krise.

## Filmografie

### Kino
- 1957: Heute blau und morgen blau
- 1970: Schmetterlinge weinen nicht
- 1990: Café Europa
- 1994: Wolpodzilla – Der Schrecken vom Tegernsee
- 2001: Space Zoo
- 2001: Lammbock – Alles in Handarbeit
- 2005: Vom Suchen und Finden der Liebe
- 2005: Siegfried
- 2005: Der Fischer und seine Frau
- 2008: Kirschblüten – Hanami
- 2011: Dreiviertelmond
- 2014: Alles ist Liebe
- 2017: Lommbock
- 2018: Grüner wird’s nicht, sagte der Gärtner und flog davon
- 2019: Kirschblüten & Dämonen

### Fernsehen (Auswahl)
- 1960: Ein Weihnachtslied in Prosa oder Eine Geistergeschichte zum Christfest
- 1961/1962: Unternehmen Kummerkasten (Fernsehserie, 10 Folgen)
- 1962: Die Feuertreppe
- 1974–1976: Der Kommissar (Fernsehserie, 27 Folgen)
- 1974: Ein unheimlich starker Abgang; Regie: Michael Verhoeven
- 1976: Die Leute von Feichtenreut
- 1977–1988: Polizeiinspektion 1
- 1978: Zeit zum Aufstehn (Zweiteiler)
- 1979/1986/1987: Der Millionenbauer
- 1979: Der große Karpfen Ferdinand
- 1979: Tatort – Ende der Vorstellung
- 1980: Der Alte (Fernsehserie, Folge Mord nach Plan)
- 1982: Der Komödienstadel: Die Tochter des Bombardon (Fernsehserie)
- 1983: Das Traumschiff: Marrakesch (Fernsehreihe)
- 1983–1985: Unsere schönsten Jahre (Fernsehserie)
- 1984/1988: Die Wiesingers (Fernsehserie, 20 Folgen)
- 1985: Schöne Ferien – Urlaubsgeschichten aus Sri Lanka und von den Malediven (Fernsehreihe)
- 1985: Beinah Trinidad
- 1986: Irgendwie und Sowieso (Fernsehserie, 12 Folgen)
- 1987: Das Hintertürl zum Paradies
- 1989–1993: Zwei Münchner in Hamburg (Fernsehserie, 37 Folgen)
- 1992: Happy Holiday (Fernsehserie, Folge Das Foto)
- 1994–2000: Zwei Brüder (Fernsehserie, 17 Folgen)
- 1994: Der Heiratsvermittler
- 1994: Florian III (Fernsehserie)
- 1994: Unsere Schule ist die Beste (Fernsehserie, 16 Folgen)
- 1996: Das Traumschiff – Hawaii (Fernsehreihe)
- 1999: Einmal leben
- 2002: Das Traumschiff – Chile und die Osterinseln (Fernsehreihe)
- 2003: Mutter kommt in Fahrt
- 2004: Utta Danella – Plötzlich ist es Liebe (Fernsehreihe)
- 2004: Im Zweifel für die Liebe
- 2004: Der Traum vom Süden
- 2005: Die Sturmflut
- 2005: Mathilde liebt
- 2005: Tatort – Tod auf der Walz
- 2006: Das Traumschiff – Botswana (Fernsehreihe)
- 2006: Leo
- 2006–2009: Zwei Ärzte sind einer zu viel (Fernsehreihe, 5 Folgen)
- 2007: Unter Mordverdacht
- 2007: Ich heirate meine Frau
- 2010: Ich trag dich bis ans Ende der Welt
- 2011: Hopfensommer
- 2011: Das unsichtbare Mädchen
- 2011: Adel Dich
- 2014: Zwei allein

## Synchronrollen (Auswahl)
Mel Gibson
- 1979: Mad Max als „Mad“ Max Rockatansky
- 1981: Mad Max II – Der Vollstrecker als „Mad“ Max Rockatansky
- 1985: Mad Max – Jenseits der Donnerkuppel als „Mad“ Max Rockatansky
- 1987: Lethal Weapon – Zwei stahlharte Profis als Martin Riggs
- 1988: Tequila Sunrise als Dale „Mac“ McKussic
- 1989: Brennpunkt L.A. als Martin Riggs
- 1992: Forever Young als Capt. Daniel McCormick
- 1992: Brennpunkt L.A. – Die Profis sind zurück als Martin Riggs
- 1995: Braveheart als William Wallace
- 1997: Fletchers Visionen als Jerry Fletcher
- 1998: Lethal Weapon 4 als Martin Riggs
- 1999/2006: Payback – Zahltag als Porter
- 2000: The Million Dollar Hotel als Detective Skinner
- 2000: Der Patriot als Benjamin Martin
- 2000: Was Frauen wollen als Nick Marshall
- 2000: Die Simpsons (Fernsehserie, 11x01) als Mel Gibson
- 2002: Signs – Zeichen als Rev. Graham Hess
- 2003: The Singing Detective als Dr. Gibbon
- 2010: Auftrag Rache als Thomas Craven
- 2011: Der Biber als Walter Black
- 2012: Get the Gringo als Fahrer
- 2013: Machete Kills als Luther Voz
- 2014: The Expendables 3 als Conrad Stonebanks
- 2017: Daddy’s Home 2 – Mehr Väter, mehr Probleme! als Kurt

Ryan O’Neal
- 1972: Is’ was, Doc? als Dr. Howard Bannister
- 1976: Nickelodeon als Leo Harrigen
- 1978: Driver als The Driver
- 1979: Was, du willst nicht? als Eddie "Kid Natural" Scanlon
- 1981: Der ausgeflippte Professor als Bobby Fine
- 1982: Zwei irre Typen auf heißer Spur als Sgt. Benson
- 1989: Ein himmlischer Liebhaber als Philip Train

Walter Koenig als Pavel Chekov
- 1974, 1987–1988: Raumschiff Enterprise (Fernsehserie, 36 Folgen)
- 1979: Star Trek: Der Film
- 1982: Star Trek II: Der Zorn des Khan
- 1986: Star Trek IV: Zurück in die Gegenwart
- 1989: Star Trek V: Am Rande des Universums
- 1991: Star Trek VI: Das unentdeckte Land
- 1994: Star Trek: Treffen der Generationen

John Heard als Peter McCallister
- 1990: Kevin – Allein zu Haus
- 1992: Kevin – Allein in New York

### Filme
- 1936 (synchronisiert 1986): Spencer Tracy in Blinde Wut als Joe Wilson
- 1972: Bruce Lee in Todesgrüße aus Shanghai als Chen
- 1973: Michael York in Der verlorene Horizont als George Conway
- 1973: Bernard Alane in Cagliostro als Baron Philippe von Taverney
- 1978: Peter Garell in Holocaust – Die Geschichte der Familie Weiss als Yuri (Partisan)
- 1979: Patrick Laplace in Der Graf von Monte Christo als Albert de Moncerf
- 1982: Dudley Moore in Ein Hauch von Glück als Patrick Dalton
- 1983: Philip Anglim in Die Dornenvögel als Dane
- 1992: Treat Williams in Blut auf seidener Haut als Alan Masters
- 2002: Tim Allen in Jede Menge Ärger als Elliott Arnold

### Serien
- 1978–1991: Gareth Hunt in Mit Schirm, Charme und Melone als Mike Gambit (1. Stimme)
- 1979–1981: Christopher Timothy in Der Doktor und das liebe Vieh als James Herriot (1. Stimme)
- 1986–1988: John Callahan in Falcon Crest als Eric Stavros
- 1987: Dirk Benedict in Das A-Team als Lt. Templeton „Faceman“ Peck (1. Stimme ARD)

## Hörspiele
- 2000: Gordian Beck: Lauter nette Menschen – Regie: Christoph Dietrich (Kriminalhörspiel – BR)

## Auszeichnungen
- 1990: Silberner Bambi (Zeitschrift Bild & Funk)
- 2007: Bayerischer Filmpreis als „Bester Hauptdarsteller“ für Kirschblüten – Hanami
- 2008: Deutscher Filmpreis 2008 als „Bester Hauptdarsteller“ für Kirschblüten – Hanami
- 2009: Orden Wider die Neidhammel der Nürnberger Luftflotte des Prinzen Karneval
- 2009: Preis der deutschen Filmkritik als Bester Darsteller für Kirschblüten – Hanami
- 2009: Bayerischer Verdienstorden
- 2016: Bayerischer Poetentaler
- 2019: Bayerischer Fernsehpreis für sein Lebenswerk[13]
- 2023: Bayerische Staatsmedaille für soziale Verdienste[14]

## Dokumentarfilm
- Die fabelhaften Wepper-Boys. Film (2009) von Mica Strobwasser im Auftrag des Bayerischen Rundfunks[15]